# Bosanskohercegovački Hrvati u srednjovjekovnoj Bosni i Osmanskom Carstvu

## Srednjovjekovna bosanska država
U VII. stoljeću Slaveni naseljavaju područje sadašnje Bosne i Hercegovine. Tijekom toga i sljedećih stoljeća Slaveni asimiliraju zatekle Kelte, Ilire i Rimljane, primaju kršćanstvo te, uz razvitak vlastite kulture i umjetnosti, oblikuju političke institucije i, konačno, vlastitu državu. Osnovna značajka toga perioda je djelomična izoliranost cijele regije od glavnih europskih kulturnih i političkih strujanja, što je rezultiralo relativno malom brojkom profanih i sekularnih spomenika (izuzetak su pučki nadgrobni spomenici - stećci ili dolmeni, kojih ima nekoliko desetaka tisuća i koji su svojevrsna narodna umjetnička ostavština). Područje današnje Bosne i Hercegovine je bilo podijeljeno u nekoliko zasebnih upravnih jedinica (Bosna, Hum, Travunja, Usora i Soli, Završje, Donji krajevi), a nakon turskih osvajanja upravnom jedinicom postao je i veliki teritorij zapadno od tadašnje Bosne, povijesnog naziva Turska Hrvatska. U to vrijeme Bosna je obuhvaćala oko 20% sadašnje Bosne i Hercegovine i franjevci su joj od milja pridjenuli naziv "zemljica" (to horion). Na ovom mjestu treba spomenuti da je i na vrhuncu teritorijalne ekspanzije, za vrijeme dinastije Kotromanić, područje bosanskoga kraljevstva uključivalo oko 70% današnje BiH uz znatan dio Crne Gore i Hrvatske.
Stanovništvo je bilo slavensko, po svojim etničkim i vjerskim značajkama pripadajući istom etničkom supstratu kao i Hrvati. Osim samoga spomena hrvatskoga imena, to se vidi u mnogobrojnim etno-kulturnim obilježjima, kao što su jezik (čakavstina i štokavska ikavica, te zapadna ijekavština, što su sve karakteristike hrvatskoga jezika), glagoljsko i zapadnoćirilsko pismo (tzv. bosančica ili hrvatska ćirilica) kojim su pisane isprave, djela vjersko-nabožnog i umjetničkog sadržaja, a koje je istovjetno hrvatskoj ćirilici koja se rabila u Dalmaciji i sjevernohrvatskom primorju, pripadnost zapadnom civilizacijskom krugu, što se očituje u zapadnom katoličkom kršćanstvu (hrvatska Dalmacija i Bosna su potpadale pod istu vjersku jurisdikciju - Splitsku odnosno Dubrovačku dijacezu), te umjetničkim oblicima zapadne provenijencije (Romanika). Politički, većina je sadašnje Bosne i Hercegovine (uz kratke intervale, kao za vrijeme srpskog župana Časlava Klonimirovića), pripadala hrvatskoj državi, bilo za vrijeme hrvatskih narodnih vladara Trpimirovića (IX. - XII.), bilo kao dio Hrvatsko-ugarskog kraljevstva. Kulturna strujanja, pogotovo za vrijeme posljednjih 150 godina predosmanske Bosne, sve su više isticala te značajke, tako da najznačajnija djela bosanske umjetnosti i pismenosti čine u Splitu nastali umjetnički rukopisi Hrvojev misal i Hvalov zbornik, iluminirani vjerski tekstovi stvoreni po narudžbi splitskog hercega i bosanskoga vojvode Hrvoja Vukčića Hrvatinića, "neokrunjenog kralja Bosne", te romanički zvonik i portal u Jajcu.
Istočna područja današnje Bosne i Hercegovine, prije svega Podrinje, Hum i Travunja (koji otprilike odgovaraju istočnoj Hercegovini i dijelu Crne Gore) su tek od XVI. stoljeća postali u velikoj mjeri pravoslavni (Podrinje je to bilo i prije). Asimilacijom pravoslavnih Vlaha, utjecaj srpske države i kulture se proširio i na taj dio zemlje, što je posebno došlo do izražaja nakon osvajanja toga područja od strane prvog bosanskog kralja Tvrtka Kotromanića, koji je uzeo u službu srpske pisare, pa, iako je centar njegovih političkih i kulturnih težnji ostao vezan za hrvatsko-katolički zapad (sam Tvrtko je bio i ostao katolik), određen broj bizantskih i srpskih civilizacijskih obilježja vidljiv je na njegovom dvoru.
Specifičnost srednjovjekovne Bosne čini hereza Bosanskih krstjana, koje su starija znanstvena istraživanja smatrala ogrankom dualističko-gnostičke sekte potekle od bugarskih Bogumila, no po općenito prihvaćenim novijim znanstvenim spoznajama radi se o vjerskoj sljedbi nastaloj iz zapadnog kršćanstva koja je kao osnovu imala nerazvijenu katoličku teologiju (uz neke organizacione elemente preuzete iz pravoslavnog monaštva), a nastala je i održavala se zbog relativne izoliranosti bosanskog područja. Krstjani (kojima su pripadali, bar nominalno, i neki istaknuti bosanski velikaši kao vojvoda Hrvoje), nikad nisu činili većinu stanovništva, niti su stvorili vjersku organizaciju na državnoj razini, te su prirodno nestajali misionarskim radom dominikanaca i, posebno, franjevaca. Ostatak je progutala turska invazija.
Po nekim procjenama na području srednjovjekovne Bosne uoči turskog osvajanja je živjelo 850.000 - 900.000 stanovnika, 
sljedećeg vjerskog sastava:
- katolika oko 750.000 ili 85,22 %.[2]
- krstjana oko 80.000 ili 9,09 %.
- pravoslavaca oko 50.000 ili 5,68 %.

Prvi hrvatski kralj Tomislav porazio je Mađare i protjerao ih preko Drave te pobijedio je Bugare i pred njihovom navalom zaštitio Srbe, 926. godine. Tomislav se za kralja okrunio 925. godine na Duvanjskom polju i vladao velikom većinom današnje Bosne i Hercegovine, što priznaju i srpski povjesničari, i u minimalističkom obliku: "...U prvoj polovici X. stoljeća do 30-ih godina, politička granica Hrvatske prema istoku dopirala je po svoj prilici do planinskog vijenca koji čine planine Zelengora, Lelija, Treskavica, Jahorina, Romanija, Ozren i Zvijezda."
Oko 1154. godine u Bosni se spominje ban Borić, Hrvat iz okoline Grabarja, blizu Slavonskog Broda, iz obitelji Berislavići Grabarski. Drži se da su njegovi potomci bosanski banovi i kraljevi Kotromanići. U njegovo vrijeme Bosna u okviru hrvatsko-ugarske države stječe određenu autonomiju. Od 1165. godine traje vladavina Kulina bana, "duhovnog oca" bosanske državnosti. Bosanska banovina se širi na prostore župa Soli i Usore, tako da je tadašnja bosanska banovina obuhvaćala cijeli sliv rijeke Bosne, tj. 1/3 današnje BiH. Teritorijalno širenje banovine Bosne poticao je snažan unutarnji razvoj Bosne koji se manifestirao privrednim pokazateljima i međunarodnim poštovanjem. Potičući ekonomski razvoj, ban Kulin je želio je poslovnu suradnju sa susjedima te je s Dubrovnikom sklopio trgovački ugovor. Taj dokument, Povelja Kulina bana iz 29. kolovoza 1189. pokazuje više segmenata srednjovjekovne banovine. Da osigura dubrovačke trgovce i pojača promet s Bosnom, ban Kulin im je osigurao punu slobodu kretanja i trgovanja bez plaćanja carine. Dubrovački trgovci su tako mogli iskorištavati bogate bosanske rudnike. Povelja ukazuje na postojanje ranih veza s Dubrovnikom. Ban Kulin je umro je 1204. godine. Ostavio je značajni trag kao što pokazuje poznata je poslovica "Za Kulina Bana i dobrijeh dana" koja ukazuje na tadašnju ekonomski prosperitet banovine.
Godine 1299. hrvatski ban Pavao Šubić Bribirski uzima naslov gospodar čitave Bosne ("totius Bosniae dominus"). Njegova se vlast prostirala od Gvozda do Jadranskog mora, Neretve i Drine. Bosnom upravlja i njegov nasljednik Mladen II. Bojeći se moćne hrvatske države Mladena zajednički svladavaju, uz pomoć hrvatskih velikaša, godine 1322. Mlečani i hrvatsko-ugarski kralj Karlo I. Robert. Od 1322. do 1353., Bosnom kao podanik hrvatsko-ugarskog vladara upravlja ban Stjepan II. Kotromanić. Svoju vlast proširio je na Usori i Soli, Donje krajeve (oko gornje Sane i Vrbasa), Završje ili Zapadne strane, Krajinu (između Cetine i Neretve) i Zahumlje.
Godine 1377. bosanski ban Stjepan Tvrtko Kotromanić, okupivši pod svojom vlašću, osim Bosne, još Usoru, Soli, Humsku zemlju, Travunju, Primorje, Donje krajeve, Zapadne strane i Podrinje, u Milima kraj Visokog proglasio se "kraljem Srbljem, Bosni i Primorju" i tim činom Bosna je postala neovisnom kraljevinom, odcjepivši se od hrvatsko-ugarske države. Koristeći političke nerede u hrvatsko-ugarskoj državi, kralj je Tvrtko jedno kratko vrijeme, oko 1390. godine, zavladao čitavom Hrvatskom južno od Velebita, osim Zadra i Dubrovnika. Ta tradicionalno hrvatska država održala se do 1463. godine, kada su Turci osvojili bosansko kraljevstvo.
Godine 1448. Stjepan Vukčić Kosača proglasio se hercegom (vojvodom) po čemu je njegov posjed, područje od Prijepolja, Pljevlja, Nikšića i Boke kotorske do Omiša i Poljica, Livna i gornjeg Vrbasa, dobio naziv Hercegovina. Kao zasebna politička oblast, između Turske i susjednih kršćanskih država, u smanjenom opsegu, Hercegovina se održala do početka 1482. godine, kad su Turci osvojili posljednju utvrdu Herceg Novi.

## Osmansko razdoblje
Godine 1463. u munjevitom ratu, u svibnju i lipnju, nakon skoro osam desetljeća sustavnoga pustošenja i osvajanja, Turci su osvojili Bosansko kraljevstvo. Nakon što su izaslanicima bosanskoga kralja Stjepana Tomaševića obećali petnaestogodišnje primirje, velika je turska vojska u jačini od 150.000 ljudi u prvoj polovici svibnja krenula iz Drinopolja i kroz Skoplje, Kosovo i Sjenicu izbila na granice bosanskoga kraljevstva te kroz Podrinje provalila u središnju i gornju Bosnu. Tvrdi grad Bobovac, opkoljen 19. svibnja, predao se Turcima 21. svibnja 1463. godine. Pred turskom opasnošću kralj Stjepan Tomašević sklonio se u Jajce, a odatle se uputio prema Hrvatskoj, nadajući se prikupiti neku pomoć, ali je u Ključu na rijeci Sani bio opkoljen. Budući da je Mahmud-paša Anđelović obećao kralju Tomaševiću sigurnost života i slobodu, kralj se predao Turcima. Tako su turski osvajači za kratko vrijeme osvojili tri glavna bosanska grada: Bobovac, Jajce i Ključ, a potom, pod prisilom, po kraljevoj zapovijedi, Turcima su se predali i ostali bosanski gradovi: po ljetopiscu Dlugosu Turcima se predalo 70 bosanskih gradova, po jednom talijanskom izvješću 117, a po Kristobulu nešto manje od 300. Tada su Turci, po različitim podatcima, 100.000 domaćeg hrvatskog stanovništva odveli u zarobljeništvo i 30.000 mladića u janjičare. Turski pokušaj da tada osvoje i Hercegovinu ostao je bez uspjeha. Od susjednih država i vladara ugroženoj Bosni nije nitko priskočio u pomoć. Pokušaj pape Pija II. da osobno povede križarsku vojnu za oslobođenje Bosne propao je njegovom smrću u Anconi 19. srpnja 1464. godine. Kralj Stjepan Tomašević je pogubljen pod Jajcem, nakon što je izdao zapovijed o predaji svojih gradova turskom osvajaču.
Prema turskim službenim podatcima:
U Milodražu, između Fojnice i Visokoga, 28. svibnja, turski sultan Mehmed II. Osvajač, na traženje fra Anđela Zvizdovića, koji je zatražio slobodu vjerskog rada i slobodno ispovijedanje vjere katolicima u Bosni, izdao svečanu povelju - "Ahd-namu", kojom je franjevcima zajamčio slobodu rada u svom carstvu i slobodan povratak izbjeglih franjevaca. Razdoblje od 1463. do 1878. godine karakterizira stradanje i raseljavanje domaćeg hrvatsko-katoličkog stanovništva i plemstva, kao i islamizacija koja je uhvatila korijen zbog vise čimbenika, među kojima su najvažniji vjerski progon i nasilje, te inferiorni društveni položaj kršćana opterećenih raznim nametima, kao i institucija "devširme", prisilnog odvođenja kršćanske djece i odgoja u islamskom duhu.
O promjeni sastava stanovništva govore i sljedeće brojke:
Godine 1528./1529. u današnjoj BiH bilo je:
- katolika...........cca 360.000 ili oko 57%
- muslimana......cca 220.000 ili oko 34%
- pravoslavaca....cca 55.000 ili oko 9%.

Godine 1624. bilo je:
- muslimana.......cca 300.000 ili 67%
- katolika...........cca 100.000 ili 22%
- pravoslavaca....cca 50.000 ili 11%.

Dok su katolici potjecali skoro potpuno od autohtonog hrvatskog stanovništva, pravoslavni dio pučanstva su bili Vlasi i Srbi koji su se, zaštićeni turskim sustavom "milleta" širili iz postojbine u Podrinju, istočnoj Hercegovini i Crnoj Gori na ratom opustošena područja Turske Hrvatske (današnja Bosanska krajina). Osmanskom Carstvu veći dio tog perioda nije prijetila opasnost od neke pravoslavne vojne sile, pa su bili benevolentni prema srpskoj pravoslavnoj Pećkoj patrijaršiji, za razliku od Rimokatoličke crkve i njenih pripadnika, koji su bili najsumnjiviji vjerski element zbog trajnog ratnog stanja između Osmanlija i katoličkih država kao Habsburškog Carstva, Venecije (manjim dijelom), te Španjolske i drugih europskih država. Muslimani su većinom potjecali od autohtonog katoličkog (dijelom i krstjanskog, koje je posve nestalo turskim osvajanjem) stanovništva koje nije moglo izdržati pritisak vjerskih progona) te, manjim dijelom od islamiziranih pravoslavnih Vlaha i doseljenih Albanaca, kao i turskih i drugih azijskih doseljenika (općenito se smatra da ta kategorija nije pretežno zastupljena u etnogenezi Bosanskih Muslimana).
Tijekom razdoblja intenzivnog ratovanja, koje je trajalo oko 300 godina, Hrvatska je izgubila preko polovice stanovništva (raseljavanje, ratni gubitci, odvođenje u tursko sužanjstvo, epidemije, islamizacija), no, uspjela je zadržati svoju vezu sa zapadnom Europom (hrvatska renesansna i barokna književnost najbogatija je literatura toga razdoblja kod bilo kojega slavenskog naroda), a hrvatski narod u Bosni i Hercegovini je od većinskog postao progonjena manjina (smatra se da je, osim muslimana, broj pravoslavnih nadišao broj katolika nakon invazije princa Eugena Savojskog, tijekom koje je 1697. spaljeno Sarajevo). Domaće islamizirano stanovništvo, kao i doseljeno pravoslavno, tijekom tog razdoblja imalo je svoju odvojenu kulturnu, povijesnu i nacionalnu sudbinu.
Godine 1524. dolazi do najžešćega progona katolika u Bosni i Hercegovini. Te su godine srušeni franjevački samostani u Kraljevoj Sutjesci, Visokom, Fojnici, Kreševu i Konjicu, a nešto kasnije i u Mostaru. Drži se da je u takvim okolnostima 120.000-150.000 katolika prešlo na islam. Godine 1528. Turci su osvojili Jajce i Banju Luku i tako u potpunosti uništili hrvatsku obrambenu liniju na Vrbasu. Tada je Hrvatska spala na 37.000 četvornih kilometara površine.
Na kulturno-civilizacijskom planu, u XV. i XVI. stoljeća dolazi do etničko-vjerske diferencijacije između muslimana, katolika i pravoslavaca, koji stvaraju zasebne nacionalnouljudbene tradicije, te se postupno kristaliziraju (najviše od XVI. do XIX. stoljeća) u tri odjelite narodno-konfesionalne skupine iz kojih će nastati moderni Hrvati, Srbi i Bošnjaci u BiH.
Turska vojska u jačini od 250.000 ratnika opsjela je Beč, 13. srpnja 1683. godine. Opsjednutima je u pomoć priskočio poljski kralj Jan Sobjeski s vojskom i na Kalenbergu 12. rujna porazio Turke. To je bio povod općem ustanku kršćana u hrvatskim i mađarskim zemljama pod turskom vlašću. U tom ratovanju Turci su izbačeni iz Like i Slavonije, do Une i Save, iz zapadnoga Srijema, do linije ušće Bosuta i ušće Tise, te iz Ugarske (osim Banata) i Transilvanije. U habsburško-turskom ratu (1683. – 1699.), po svjedočenju franjevca Andrije Šiprašića, bježeći pred turskim nasiljem 100.000 bosanskohercegovačkih Hrvata napustilo je svoja ognjišta i prešlo Unu i Savu. To je bilo najvidljivije u operaciji Eugena Savojskog 1697. Habsburški vojskovođa i princ Eugen Savojski, 6. listopada je s 4.000 konjanika, 2.500 pješaka s puškama, s 12 malih topova i 2 merzera, prešao Savu na svom pohodu prema Sarajevu. Za jedanaest dana stigao je do Sarajeva, osvojio ga, opljačkao i popalio i vratio se u Osijek. S njim je Bosnu napustilo do 40.000 katolika.
Od sredine XVIII. stoljeća turska vlast u Bosni i Hercegovini stagnira, a u post-napoleonskom razdoblju rapidno opada, jer je Osmanlijsko Carstvo iscrpilo demografske, civilizacijske i druge rezervoare za vojno-teritorijalnu ekspanziju, a Habsburška monarhija je, kao i većina Zapada, demografski, tehnološki i civilizacijski doživjela uspon i rast, čime su stvoreni preduvjeti za okupaciju Bosne i Hercegovine, koja se i dogodila 1878. godine.
Od 1788. do 1791. godine traje habsburško - turski rat u koji je Monarhija ušla kao ruski saveznik. Monarhija je u rat ušla s 245.000 ljudi i 1150 topova. Austrijska vojska je zaglibila u petomjesečnoj opsadi tvrđave u Bosanskoj Dubici, na sadašnjoj granici Hrvatske i Bosne. Bečki dvor, koji je u ovaj rat ušao s naumom da vrati što je izgubio 1739., usprkos pojedinačnih uspjeha kao kasniji prodor u veći dio Bosne, ni ovaj puta nije bio bolje sreće. Jedini teritorijalni dobitak je bio uključivanje dijelova sadašnjih Like i Korduna u Hrvatsku. U razdoblju 1791. – 1815. dolazi do "prekrajanja" granica u i oko Bosne pod utjecajem Francuske revolucije i Napoleonovog carstva. Nakon kratkoživućih Ilirskih pokrajina dolazi do uspostave austrijske vlasti u kontinentalnoj Hrvatskoj i Dalmaciji. Istočno od Bosne i Heregovine, u Srbiji je izbio ustanak protiv Osmanskog Carstva, u kojem su srpske snage nakon početnih uspjeha (turske su snage doživjele poraz u nekoliko navrata) i općenacionalnog rata u kojem je lokalno muslimansko stanovništvo pobjeglo ili protjerano većinom u Bosnu i Hercegovinu, doživjele osipanje i slabljenje. No, sultanovim priznanjem samouprave Smederevskom sandžaku 1815. godine, položeni su temelji srpske države.
Period od 1815. do 1878. godine odlikuje opće opadanje osmanlijske vlasti u Bosni i Hercegovini. Nakon reorganizacije vojske (uništenje janjičarskog korpusa), u Bosni i Hercegovini dolazi do nemira među bosanskim muslimanskim plemstvom, tradicionalno povezanim s tom vojnom postrojbom, kao i do pobune lokalnih zapovjednika-kapetana (najpoznatija je neuspjela buna Husein kapetana iz Gradačca u sjevernoj Bosni, koji je s vojskom od 25.000 ljudi pokušao iznuditi uspostavu autonomije Bosne i Hercegovine pod upravom lokalnog muslimanskog plemstva, kao i prestanak socijalnih reformi ). U razdoblju nekoliko desetaka godina Osmansko Carstvo je poduzelo niz reformi s ciljem ostvarenja vjerske slobode, što je dovelo do otpora bosanskohercegovačkog muslimanskog plemstva i do još većeg antagonizma i polarizacije kršćanskog i muslimanskog stanovništva. No, zbog općeg gospodarstvenog rasapa, pritisaka muslimanskih tradicionalista, loše organizirane uprave, kao i sve jače vjerske i nacionalne samosvijesti, posebno kršćanskih stanovnika, te reforme su samo ubrzale urušavanje iznutra istruljelog sustava. Godine 1875. su u donjoj Hercegovini, na području Gabele i Hrasna, 19. lipnja, Hrvati pod vodstvom don Ivana Musića digli ustanak protiv turske vlasti zbog velikih poreza. Ubrzo su se pobunili i Srbi u istočnoj Hercegovini, a potom i čitavo kršćansko stanovništvo u Bosni i Hercegovini. Turske vlasti nisu mogle ugušiti ustanak i u rat s Turskom stupile su Srbija i Crna Gora 1876. godine, a godinu kasnije i Rusija. Borbe su dovršene 1878. godine, a Osmansko Carstvo je iz rata izašlo kao gubitnik. Tijekom ustanka, preko 150.000 domaćeg stanovništva je izbjeglo u Hrvatsku.

## Srodni članci
- Hrvati Bosne i Hercegovine
- Povijest Hrvata Bosne i Hercegovine

## Unutarnje poveznice
- Bosna i Hercegovina u srednjem vijeku
- Bosna i Hercegovina u Osmanskom Carstvu